# Ma Giang
Ma Giang (chữ Hán giản thể: 麻江县, bính âm: Májiāng Xiàn, âm Hán Việt: Ma Giang huyện) là một huyện thuộc Châu tự trị dân tộc Miêu và dân tộc Đồng Kiềm Đông Nam, tỉnh Quý Châu, Cộng hòa Nhân dân Trung Hoa. Huyện này có diện tích 1222 km², dân số năm 2002 là 210.000 người. Mã số bưu chính của huyện Ma Giang là 557600. Chính quyền huyện đóng ở trấn Hạnh Sơn. Về mặt hành chính, huyện này được chia thành 2 nhai đạo, 4 trấn, 0 hương và 1 hương dân tộc.
- Nhai đạo: Hạnh Sơn, Kim Trúc.
- Trấn: Cốc 硐, Hiền Xương, Long Sơn và Tuyên Uy.
- Hương dân tộc Bố Y Bá Mang.